# 第五项修炼
第五项修炼（The Fifth Discipline: The Art and Practice of the Learning Organization）是麻省理工学院高级讲师彼得·圣吉的一本著作，該書提到要用系统思维方法提升團隊成員能力，从而将公司转变为學習型機構。
該書中提到的“學習型組織”的五個修煉是：
- 「個人成就」是一項不斷澄清和深化個人願景、集中精力、培養耐心和客觀看待現實的修煉。
- 「心態模式」是根深蒂固的假設、概括，甚至是影響我們如何理解世界和採取行動的影象圖片。
- 「建立共同願景」一種發掘未來共同願景的做法，促進真正的承諾和參與，而不只是照規矩而已。
- 「團隊學習」從“對話”開始，即團隊成員暫停假設並進入真正的“一起思考”的能力。
- 「系統思維」整合其他四個修煉的第五項[1]。

1997年，哈佛商業評論認為第五项修炼是过去75年來开创性的管理學著作之一。